# 索契賽道
索契賽道（俄语：Сочи Автодром），舊稱索契國際街道賽道（俄语：Трасса в Олимпийском парке）及索契奧林匹克公園賽道，位於俄羅斯克拉斯諾達爾邊疆區索契的黑海度假城鎮，是一座長5.853公里的一級方程式賽車賽道。

## 外部連結
- 官方网站
- Sochi Autodrom photos （页面存档备份，存于）
- OMEGA Center (official development site)
- Sochi Autodrom Guide （页面存档备份，存于）
- Sochi Autodrom on Google Maps (Current Formula 1 Tracks) （页面存档备份，存于）